# حباجة
حَبَّاجَة (الاسم العلمي: Exochorda)، جنس شجيرات برية وزراعية تزيينية من فصيلة الوردية. موطنها يمتد من الشرق الأوسط إلى آسيا الوسطى (تركستان) حتى الصين.

## معرض صور

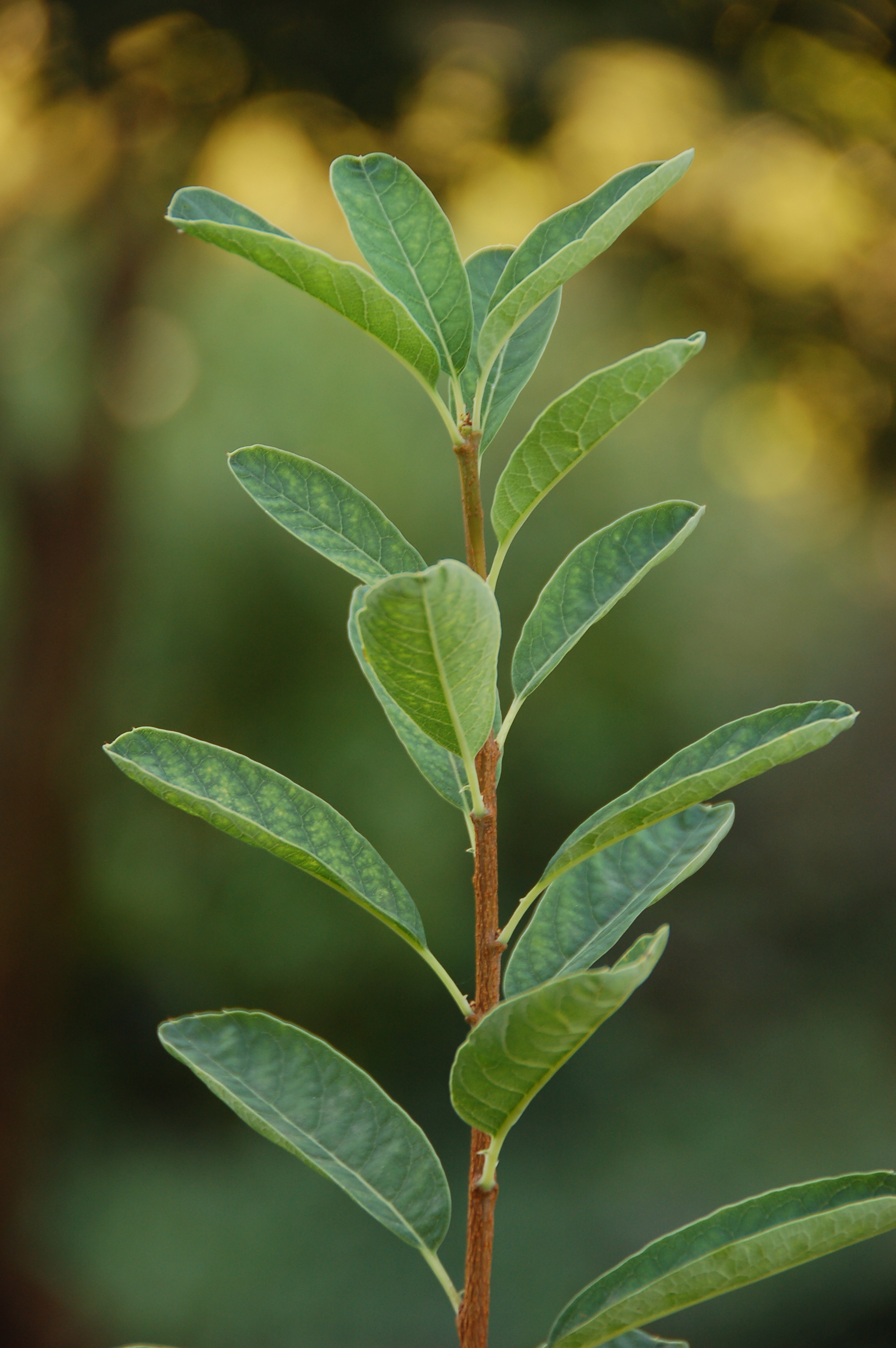
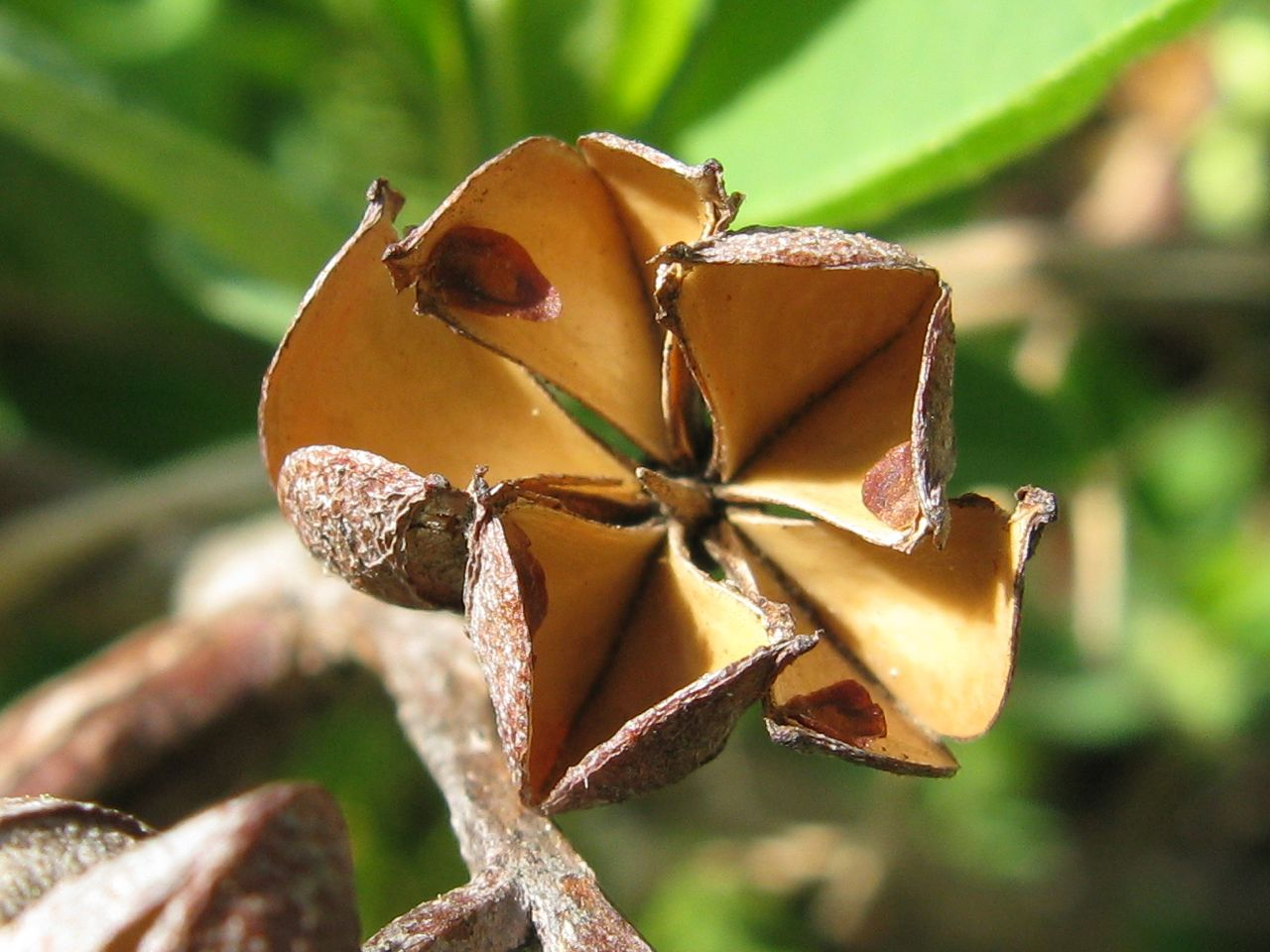
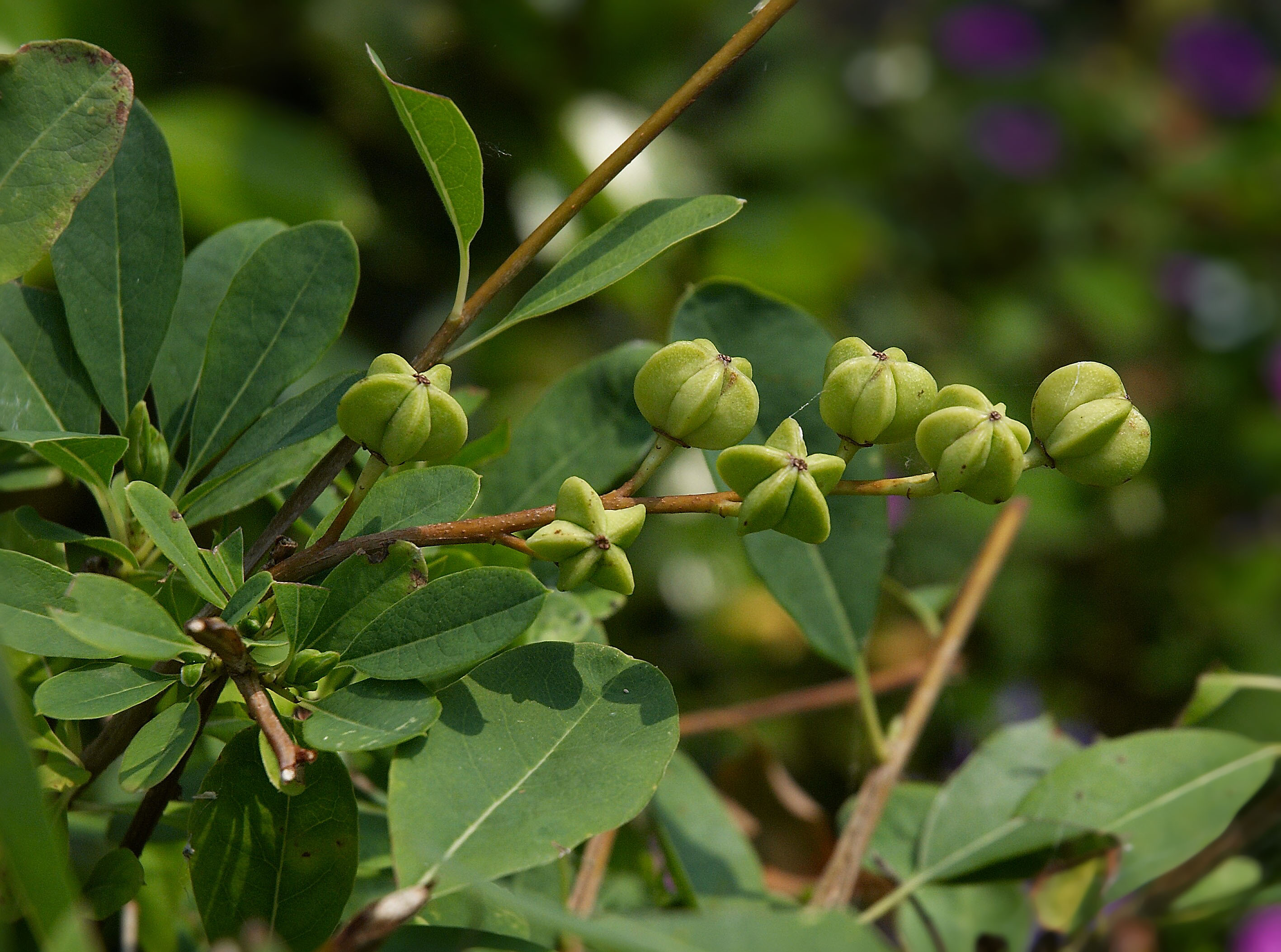
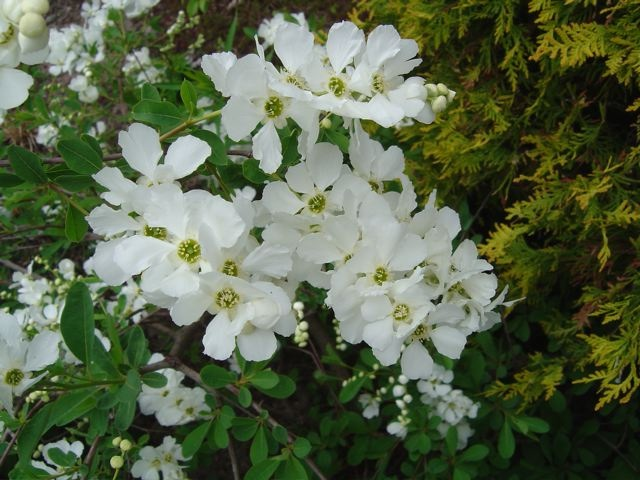

## الأنواع
من أنواعه: حباجة عنقودية.